# اهم‌سنج

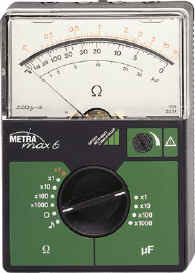
یک اهم‌سنج آنالوگ

اهم‌سنج یا اهم‌متر دستگاهی برای اندازه‌گیری مقاومت الکتریکی است، و دو نوع آنالوگ (عقربه‌ای) و دیجیتال دارد.
برای اندازه گیری دقیق مقاومت، باید حدود آن را حدس زد تا متناسب با آن، سلکتور اهم‌متر را در محدوده مناسب قرار داد؛ اگر عقربه حرکت نکرد، یا حرکت کرده به سمت راست صفحه اهم‌متر چسبید (در نوع دیجیتال، 0 اهم یا OL نمایش داده‌شد)، سلکتور در محدودهٔ درست قرار ندارد.